# Bataille d'Ouessant (1778)
Pour les articles homonymes, voir bataille d'Ouessant.
Guerre Franco-Anglaise
Batailles
La première bataille d'Ouessant a lieu le 27 juillet 1778, à environ 100 milles marins à l'ouest de l'île d'Ouessant, au cours de la guerre d'indépendance des États-Unis. La France est alliée aux jeunes États-Unis et veut affaiblir la puissance maritime et coloniale du Royaume de Grande-Bretagne. C'est le premier grand affrontement entre les deux marines lors de ce conflit. Cette bataille est très attendue par l'opinion française qui vit dans l'attente de la revanche depuis les défaites de la guerre de Sept Ans.
L'armée navale du roi de France est commandée par le lieutenant général Louis Guillouet d'Orvilliers. La flotte britannique est sous les ordres du vice admiral Augustus Keppel.
Le résultat de la bataille est indécis. Pour les Français, la flotte de Louis XVI réussit sa mission, malgré une occasion perdue de remporter une victoire plus nette et qui donnera lieu à polémique sur la responsabilité du duc de Chartres, et met l'ennemi en fuite. Pour les Britanniques, les Français ont été forcés de se retirer, mais Keppel passe en cour martiale, ce qui montre clairement que le combat est perçu comme une défaite anglaise alors que la Royal Navy paraissait invincible depuis la guerre de Sept Ans.

## Les forces en présence
Classiquement, les armées navales sont divisées en trois escadres : avant-garde, corps de bataille et arrière-garde. Elles ont chacune une couleur spécifique arborée par chaque navire concerné. Dans l'ordre, bleue — blanche — rouge pour les Britanniques, bleue et blanche – blanche – bleue pour les Français. Le chef de chaque escadre est au centre de son unité ; les ordres sont transmis au moyen de signaux faits par des pavillons. Comme les navires sont rangés en ligne de file, une frégate, sur le côté, est chargée de répéter tous les signaux faits. Elle n'est pas censée prendre part au combat.
Les navires sont donnés dans l'ordre qu'avait l'armée navale avant le début de la bataille.
| Trois vaisseaux, le Duc de Bourgogne (80 canons), le Bizarre (64) et l’Alexandre (64), se sont égarés et ont regagné Brest. Pour les remplacer dans la ligne, le 27, Orvilliers a intégré l’Amphion (50), et l’Éveillé (64). CE : Chef d'escadre LG : Lieutenant général des armées navales - Escadre blanche et bleue (comte du Chaffault LG) - 2e division - Le Dauphin Royal, 70, marquis de Nieuil - L’Amphion, 50, de Trobriand - L’Éveillé, 64, Botderu - 1re division - Le Bien Aimé, 74, d'Aubenton - La Couronne, 80, Huon de Kermadec (comte du Chaffault LG) - Le Palmier, 74, chevalier de Réals - 3e division - Le Vengeur (en), 64, comte d'Amblimont - Le Glorieux, 74, Bausset - L’Indien, 64, La Grandière - La Junon, frégate de 12. - Escadre blanche (comte d'Orvilliers LG) - 3e division - L’Artésien, 64, Destouches - L'Orient, 74, comte d'Hector - L’Actionnaire, 64, Proissy - 1re division - Le Fendant, 74, marquis de Vaudreuil - Le Bretagne, 110, Duplessis-Parscau (comte d'Orvilliers LG) - Le Magnifique, 74, chevalier de Brach - 2e division - L’Actif, 74, Thomas d'Orves - Le Ville de Paris, 90, De Peynier (comte de Guichen CE) - Le Réfléchi, 64, Cillart de Surville - La Sibylle, frégate de 12 - Escadre bleue (duc de Chartres LG) - 2e division - Le Roland, 64, Larchantel - Le Robuste, 74, De Longueville (comte de Grasse CE) - Le Sphinx, 64, comte de Soulanges - 1re division - L’Intrépide, 74, Beaussier de Châteauvert - Le Saint-Esprit, 80, Comte Pierre de Roquefeuil-Montperoux (La Motte Picquet CE duc de Chartres LG) - Le Zodiaque, 74, de la Porte-Vezins - 3e division - Le Diadème, 74, chevalier de La Cardonnie - Le Conquérant, 74, chevalier de Monteil - Le Solitaire, 64, de Bricqueville - La Fortunée, frégate de 12 - En dehors de la ligne - - La Résolue, frégate de 12 - La Sensible, frégate de 12 - La Nymphe, frégate de 12 - La Surveillante, frégate de 12 - La Danaé, frégate de 8, comte de Kergariou - La Curieuse, corvette - La Favorite, corvette - L’Hirondelle, corvette - La Lunette, corvette - La Sylphide, corvette - L’Espiègle, lougre |  | - Escadre bleue (Harland) - HMS Monarch, 74, Rowlley - HMS Hector, 74, Sir Hamilton - HMS Centaur, 74, Crosby - HMS Exeter, 64, Moore - HMS Duke, 90, Brereton - HMS Queen, 90, Harland - HMS Schrewsbury, 74, Rofs - HMS Cumberland, 74, Peyton - HMS Berwick, 74, Stewart - HMS Stirling Castle, 64, Sir Douglas - Escadre blanche. (Keppel) - HMS Courageux, 74, Lord Mulgrave - HMS Thunderer, 74, Walsingham - HMS Sandwich, 90, Edwards - HMS Valiant, 74, Gower - HMS Bienfaisant, 64, Drede - HMS Victory, 100, Keppel - HMS Foudroyant, 80, Jarvis - HMS Prince Georges, 90, Sir Lindsay - HMS Vigilant, 64, Kingsmill - HMS Terrible, 74, Dikerston - HMS Vengeance, 74, Clements - Escadre rouge (Palliser) - HMS Worcester, 64, Robinson - HMS Elisabeth, 74, Maitland - HMS Robust, 74, Hood - HMS Formidable, 90, Palliser - HMS Ocean, 90, La Forey - HMS America, 64, Sir Longford - HMS Defiance, 64, Goodall - HMS Egmont, 74, Allen - HMS Ramillies, 74, Digby - Hors de la ligne - HMS Arethusa, frégate de 32 - HMS Proserpine, frégate de 28 - HMS Milford, frégate de 28 - HMS Fox, frégate de 28 - HMS Andromeda, frégate de 28 - HMS Pluto, Sloop de 8 - HMS Vulcan, Sloop de 8 - HMS Alert, Cotre |

## Déroulement des opérations: une classique bataille en ligne de file

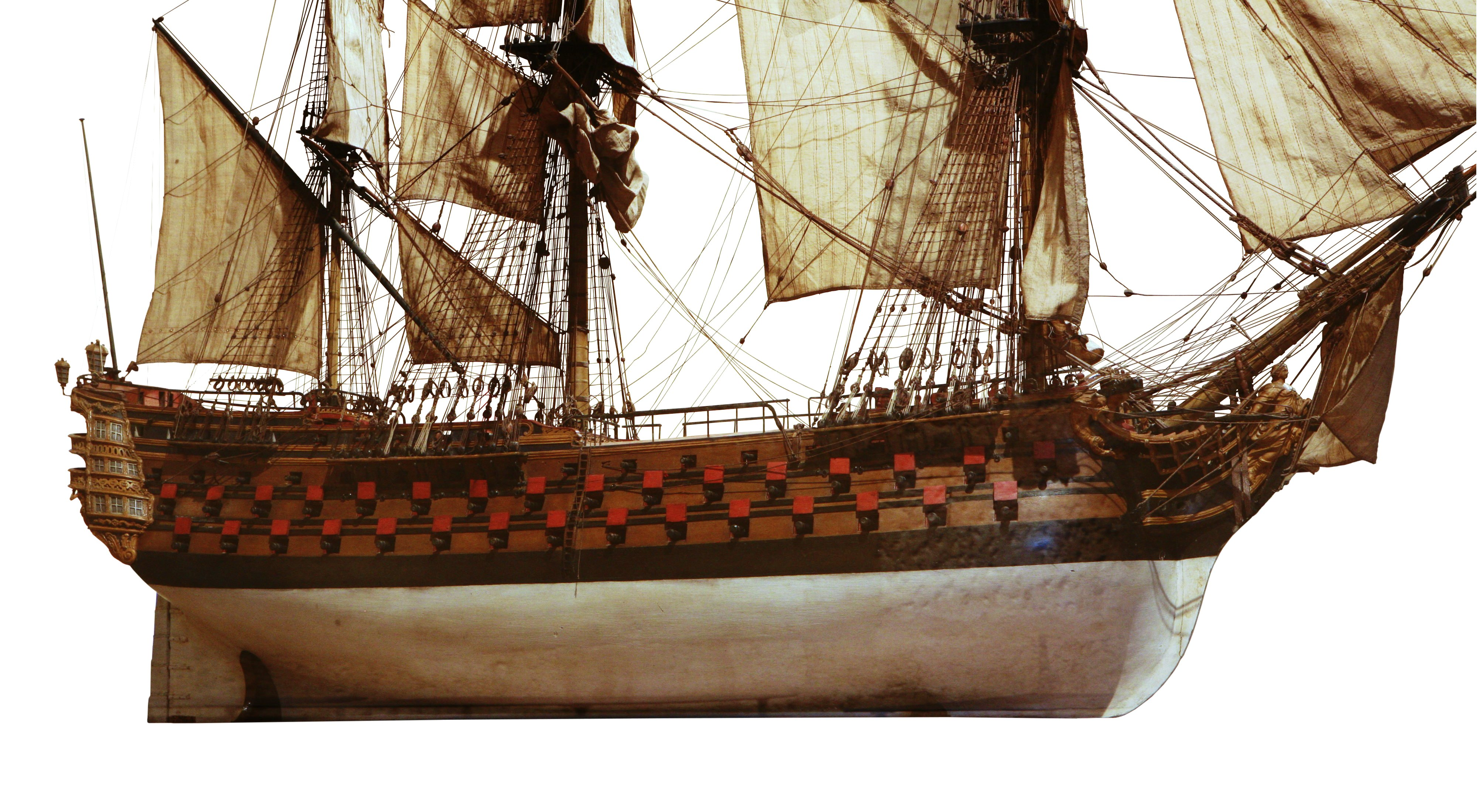
Le Bretagne, fier trois-ponts issu du « don des vaisseaux » des années 1760 est le vaisseau amiral de d'Orvilliers lors de cette bataille. (Musée naval de Brest)

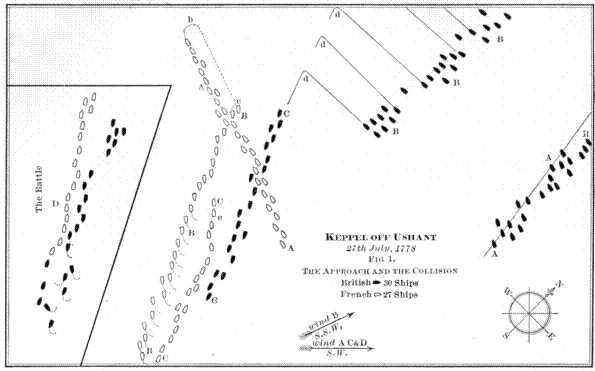
Les manœuvres des deux escadres lors du combat. (Carte anglaise)

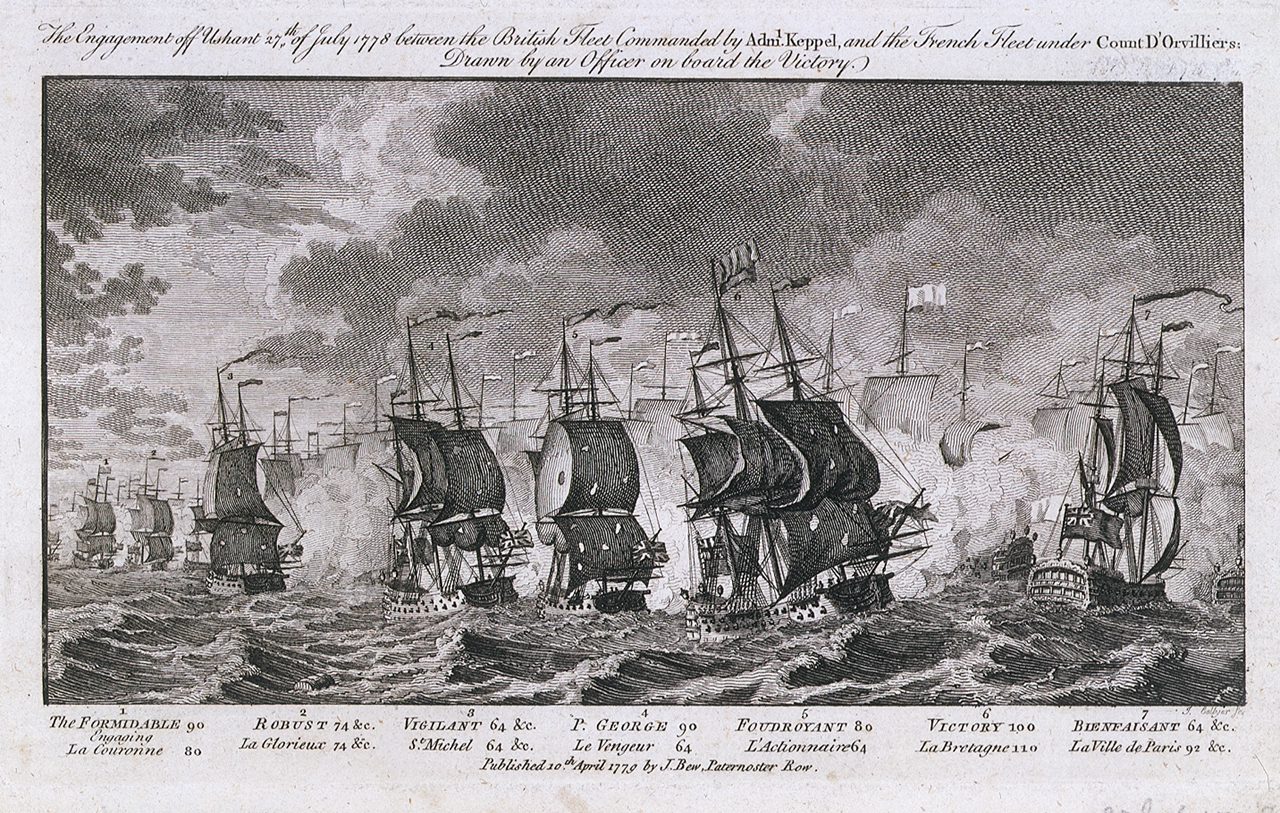
Vue générale du combat au centre avec les vaisseaux amiraux.

D'Orvilliers appareille le mercredi 8 juillet 1778, et aperçoit pour la première fois la flotte de Keppel le 23 à 1 h de l'après-midi, alors qu'il se trouve à 90 milles dans l'ouest-nord-ouest d'Ouessant. Les manœuvres continuent jusqu'au lundi 27 juillet au matin. Les Français vont nord-ouest, les Britanniques sous leur vent, marchant à l'ouest, bâbord amures, en échiquier. D'Orvilliers ordonne son armée de manière très classique. La première escadre, bleue et blanche, à l'avant-garde, la sienne, la blanche, au centre du dispositif et celle du duc de Chartres, la bleue, à l'arrière-garde. D'Orvilliers ordonne d'abord d'abattre sur la flotte anglaise en virant lof pour lof, ce qui fait perdre quelque peu l'avantage du vent. Mais à peine l'ordre de bataille reformé, d'Orvilliers s'aperçoit que l'avant-garde anglaise fond sur son arrière-garde. Il ordonne alors le renversement sur place de l'ordre de bataille, ce qui transforme son escadre bleue en avant-garde et oblige les Britanniques à se mettre en ligne, tribord amures. Les deux flottes commencent à se croiser vers onze heures, et l'artillerie à gronder. La force du vent fait gîter les navires, ce qui empêche les Français d'ouvrir les sabords de leurs batteries basses, où sont les plus gros canons. Les Britanniques n'ont pas cette gêne, la gîte de leurs navires est du côté opposé au combat, mais la fumée revient sur eux.
À l'issue de ce premier engagement et alors que les deux vaisseaux amiraux, la Bretagne et le Victory, se sont sérieusement empoignés, une brèche apparaît entre l'ensemble de la ligne anglaise et ses cinq derniers vaisseaux. L'occasion n'est cependant pas saisie par les Français d'isoler et de réduire ceux-ci. Cette maladresse donnera lieu à polémique sur la responsabilité du duc de Chartres, qui commandait l'escadre bleue, la plus proche des attardés (voir infra).
Keppel signale d'ailleurs promptement à son escadre rouge, celle de Palliser, de rallier. Celui-ci ne réagit pas. Il est vrai que son navire, le HMS Formidable, a perdu son petit mât de hune et est quasiment dégréé. Pour finir, Keppel signalera en particulier, à chaque navire de l'escadre rouge, ses ordres, omettant le HMS Formidable…
Dans la nuit, la flotte britannique « file à l'anglaise » selon les Français. Les Britanniques, eux, affirment qu'ils ne quittent le champ de bataille, le lendemain, qu'après avoir constaté que les Français ne veulent pas reprendre le combat. Les deux camps estiment avoir gagné puis font route vers leur base. Les Britanniques comptent 407 morts et 789 blessés dans leurs rangs. Les Français regagnent Brest, comptant 163 morts, 517 blessés (sur 17 000 hommes embarqués) et plusieurs bâtiments endommagés.

## Conséquences: tout le monde vainqueur?

### Chez les Britanniques
Bien que la Grande-Bretagne clame victoire, la polémique fait rapidement rage outre-Manche. Keppel et Palliser sont tous deux membres du Parlement, mais dans des partis opposés. Les reproches que s'adressent mutuellement les deux amiraux se transforment en combat politique.
Keppel est traduit en cour martiale sous cinq chefs d'accusation. Il sera acquitté, la cour les reconnaissant « malintentionnés et non fondés ». À son tour, Palliser se retrouve en position d'accusé. Il sera aussi acquitté, la cour ne trouvant blâmable que d'avoir omis d'informer l'amiral de l'état de son gréement… Keppel prendra sa retraite l'année suivante, se consacrant à sa carrière politique.

### Chez les Français, l'affaire du duc de Chartres
À la fin de la bataille, l'escadre bleue n'a pas profité de l'occasion qui s'offrait à elle d'isoler l'arrière-garde britannique ou bien de prendre le centre entre deux feux.
Une version répandue dans les semaines qui suivent est que le duc de Chartres n'a pas réagi à l'ordre d'Orvilliers en ce sens, voire qu'il a d'abord fait route vers le navire amiral, ou lui a envoyé une embarcation, pour recevoir des précisions, puis n'a amorcé sa manœuvre qu'alors qu'il était trop tard, la flotte britannique s'étant reformée.
Il était tentant de mettre en cause un prince du sang. Son ascension rapide et ses visées sur la charge d'amiral de France pouvaient susciter une certaine animosité à son encontre. La faute pouvait être imputée soit à son peu d'expérience, soit à son entourage, craignant d'exposer la vie du prince dans un combat rapproché. Le duc était assisté par le comte de la Motte-Picquet, officier à la valeur reconnue. Si l'on peut imaginer que le duc comprît mal les signaux, il est plus difficile de croire que cela fût le cas de la Motte-Picquet. Notons qu'il y eut aussi querelle, chez les Britanniques, au sujet de l'absence de réaction de Palliser aux signaux de Keppel.
La relation que fait d'Orvilliers lui-même de l'affaire est curieuse : « Il n’est pas extraordinaire que ce mouvement qui était du moment et que l’occasion a fait naître, n’ait pas été parfaitement saisi dans le premier moment, mais Mgr le Duc de Chartres ayant pris la tête de la ligne, ce Prince admirable est venu me passer à poupe pour me demander mon intention, je lui ai répondu, qu’elle était de continuer l’ordre de bataille renversé en passant sous le vent de l’ennemi pour lui ôter l’avantage de sa position ; ce qui a été promptement exécuté ». D'Orvilliers accrédite donc la version selon laquelle lui le premier avait donné l'ordre de saisir l'occasion, mais minimise la gravité du défaut d'exécution de cet ordre. Le tableau d'un commandant d'escadre prenant l'initiative, en pleine bataille, de venir à portée de voix de son amiral pour lui demander soudain ce qu'il faut faire, laisse perplexe.
Louis XVI voulut en savoir plus et dépêcha à Brest Jean-François d'Escars. Celui-ci, après avoir interrogé les témoins, conclut que, loin d'avoir démérité, le duc de Chartres avait au contraire spontanément fait signal à son escadre d'abattre « pour séparer les cinq vaisseaux ennemis du reste de leur armée », mais que ses vaisseaux de tête n'avaient pas amorcé le mouvement et que lui-même, lorsqu'il l'avait fait, s'était fait rappeler dans la ligne par le vaisseau amiral.
La suspicion se reporte, du coup, sur le chevalier de la Cardonnie, qui, en tête sur le Diadème, faute d'obéir à l'ordre spontané ou répété du Saint-Esprit, a manqué d'amorcer le mouvement. La Cardonnie se disculpe en affirmant ne pas avoir vu le signal de son chef d'escadre « ce qui est très-admissible, quand l'on sait que trois vaisseaux placés par ordre de bataille entre moi et le Saint-Esprit ne l'aperçurent pas davantage ». Il ne subit d'ailleurs aucune critique de la part d'Orvilliers.
Le duc de Chartres ne recevra plus aucun commandement et sera nommé colonel-général des hussards et troupes légères en compensation. On persifla alors sur le duc de Chartres qui était, dit-on, « aussi léger que ses troupes ». Il gardera de toute cette mésaventure une vive rancune contre Louis XVI et, sous le nom de Philippe Égalité, votera sa mort sans sursis en 1793… Quant à d'Orvilliers, il fera encore la campagne navale de 1779 dans la Manche avec l'escadre espagnole qui a rejoint la France dans la guerre. Mais il perdra son fils unique emporté par l'épidémie qui décimera l'escadre et sortira démoralisé de cette guerre navale. Il abandonnera alors le service et se retirera dans un couvent.

### Sources et bibliographie
En français
- « Supplément à la Gazette du lundi 3 août 1778 : extrait du journal de l'armée navale du Roi », Gazette de France, no 62,‎ 1778, p. 281 (lire en ligne)
- « Liste des officiers, officiers-mariniers, matelots, mousses et soldats tués ou blessés dans le combat d'Ouessant le 27 du mois dernier », Gazette de France, no 65,‎ 14 août 1778, p. 295 (lire en ligne)
- « Supplément », Gazette de France, no 65,‎ 14 août 1778, p. 297 (lire en ligne)
- Léon Guérin, « Règne de Louis XVI », dans Histoire maritime de France depuis la guerre de Nimègue jusqu'à nos jours, vol. 2, 1843 (lire en ligne), p. 512
- Onésime Troude, « Année 1778 », dans Batailles navales de la France, t. 2, Paris, Challamel aîné, 1867 (lire en ligne), p. 1
- Louis Édouard Chevalier, Histoire de la marine française pendant la guerre de l'indépendance américaine, précédée d'une étude sur la marine militaire de la France et sur ses institutions depuis le commencement du XVIIe siècle jusqu'à l'année 1877, Paris, éditions Hachette, 1877 (lire en ligne)
- Georges Lacour-Gayet, « Le combat d'Ouessant », dans La marine militaire de France sous le règne de Louis XVI, Paris, éditions Honoré Champion, 1905 (lire en ligne), p. 121
- Paul Meunier, « La bataille d'Ouessant », Le Figaro,‎ 27 août 1928, p. 5 (lire en ligne)
- Paul Chack, L'homme d'Ouessant, Du Chaffault, Alexis Redier éditeur, 1931
- Claude Manceron, Les hommes de la liberté : le vent d'Amérique, t. II, Paris, éditions Robert Laffont, 1974, p. 35-48
- Étienne Taillemite, Histoire ignorée de la marine française, Paris, éditions Perrin, 1988, 460 p. (ISBN 2-262-02050-7)
- Lucien Bély, Les relations internationales en Europe (XVIIe – XVIIIe siècle), Presses universitaires de France, coll. « Thémis », 1992, 773 p. (ISBN 2-13-056294-9)
- Jean Meyer et Martine Acerra, Histoire de la marine française : des origines à nos jours, Rennes, Ouest-France, 1994, 427 p. [détail de l’édition] (ISBN 2-7373-1129-2, BNF 35734655)
- Hubert Granier, Marins de France au combat, 1715-1789, Paris, France-empire, 1995, 420 p. (ISBN 2-7048-0758-2)
- Michel Vergé-Franceschi, La Marine française au XVIIIe siècle, Sedes, 1996
- H. E. Jenkins, Histoire de la marine française : des origines à nos jours, Paris, Albin Michel, 1997, 428 p. (ISBN 2-226-00541-2)
- Patrick Villiers, Jean-Pierre Duteil et Robert Muchembled (dir.), L’Europe, la mer et les colonies, XVIIe – XVIIIe siècle, Paris, Hachette supérieur, coll. « Carré Histoire » (no 37), 1997, 255 p. (ISBN 2-01-145196-5).
- Patrick Villiers, La Marine de Louis XVI, Nice, Ancre, 2021, 476 p.  (ISBN 979-10-96873-57-9)
- Scipion de Castries, Souvenirs maritimes, Mercure de France, 1997.  (ISBN 2-7152-2003-0)
- Étienne Taillemite, Louis XVI, ou le navigateur immobile, éditions Payot, 2002
- Étienne Taillemite, Dictionnaire des marins français, Paris, Tallandier, coll. « Dictionnaires », octobre 2002, 537 p. [détail de l’édition] (ISBN 978-2847340082)
- Michel Vergé-Franceschi (dir.), Dictionnaire d’Histoire maritime, Paris, éditions Robert Laffont, coll. « Bouquins », 2002, 1508 p. (ISBN 2-221-08751-8 et 2-221-09744-0).
- André Zysberg, Nouvelle Histoire de la France moderne, vol. 5 : La monarchie des Lumières, 1715-1786, Point Seuil, 2002
- C. Forrer et CY Roussel, La Bretagne, vaisseau de 100 canons pour le roi et la république, Spézet, Keltia graphic, 2005, 222 p. (ISBN 2-913953-78-6)
- Jean-Christian Petitfils, Louis XVI, éditions Perrin, avril 2005, 1116 p. (ISBN 978-2-262-01484-1)
- Guy Le Moing, Les 600 plus grandes batailles navales de l'Histoire, Marines Éditions, mai 2011, 620 p.
- Rémi Monaque, Une histoire de la marine de guerre française, Paris, éditions Perrin, 2016, 526 p. (ISBN 978-2-262-03715-4)

En anglais
- (en) William Laird Clowes, The Royal Navy : a history from the earliest times to the present, vol. IV, Londres, Sampson Low, Marston & Co., 1898 (lire en ligne)
- (en) Alfred Thayer Mahan, The major operations of the navies in the war of American independence, Boston, Little, Brown, and company, 1913 (lire en ligne)
- (en) Brian Tunstall, Naval warfare in the age of sail : The Evolution of Fighting Tactics 1650-1815, Londres, Conway Maritime Press, 1990, 278 p. (ISBN 0-85177-544-6)